# Ася Заславская
Заславская Ася Григорьевна — современная российская художница, работающая на стыке живописи, инсталляции и перформанса. Участница выставок в различных музеях и галереях, в том числе, Музее Москвы, Никола-Ленивце, Музее современного искусства «Гараж».

## Биография
Художница родилась в Москве в 1998 году, где и начала свой путь в искусстве, получив образование в престижных художественных учебных заведениях и углубляя свои навыки под руководством известных мастеров. Ученица архитектурной студии ДЭЗ № 5 М. Лабазова, окончила реставрационное училище, Московскую архитектурную школу МАРШ по специальности «Архитектура и урбанизм» (Студия «Новгород» К. Асса и Ю. Пальмина). Участвует в большом количестве групповых и персональных выставок.
Участница программы Мастерских ЦСИ «Винзавод» (2022—2023), Мастерских и арт-резиденций Музея «Гараж» (Москва, 2019—2020). В 2022 году художница принимала участие в первой для «Октавы» арт-резиденции «Культурный код города», а в 2023 году представила в «Октаве» свою персональную выставку «Один к одному».
В 2024 году Ася Заславская продолжила свою активно развивающуюся художественную карьеру, представляя ряд впечатляющих персональных выставок. Были представлены выставки: «Время и случай для всех» в Центре Гиляровского, «Природа будущего» в Культурном Центре «Солодовня», «Тому, кто одолеет» в Культурном центре «Волна» в Выксе и «Story» в центре современного искусства в Апатитах.
В 2024 году Ася Заславская приняла участие в первой масштабной выставке современного искусства на африканском континенте. Выставка «Творить чудеса» в музее африканских цивилизаций в Сенегале объединила более двадцати произведений от двенадцати современных художников разных поколений. По словам куратора Ирины Горловой, задачей проекта было «перекинуть мост» с нашей стороны и организовать первое свидание неизвестных нам зрителей с нашим современным искусством.
Работы находятся в коллекции семьи Седых среди таких имен как Кабаков, Булатов, Злотников и Васильев.

## Информация о творчестве
За свою карьеру Ася Заславская участвовала в множестве групповых и сольных выставок как в России, так и за рубежом. Её работы были представлены на значимых выставках современного искусства, что принесло ей признание как в художественных кругах, так и у широкой публики. В своих работах обращается к теме памяти, ощущения дома, культурному наследию и национальным особенностям разных регионов.
В 2023 году представила первую персональную музейную выставку в Музее Станка в Туле. Искусствовед Дарья Курдюкова в своей статье «По дороге к себе через метафоры» описывает язык творчества художницы как «универсальный»: «У работ Аси Заславской универсальный язык. Это темы и интонация, которые понятны вне зависимости от включенности зрителя в ту или иную (или вообще в какую-либо) линию современного искусства. Другое их свойство состоит в том, что их сокровенность — обратная сторона той самой универсальности тем. Нет вываливания нутра наизнанку, нет пережима эмоций. Интонационная почти нейтральность действует сильнее излишней конкретики.»

## Персональные выставки
2025 — «Архитектура времени», кластер Октава, Тула
2024 — «Время и случай для всех», Центр Гиляровского филиал Музея Москвы, Москва
2024 — «Природа будущего», Культурный центр «Солодовня», Москва
2024 — «Тому, кто одолеет», Культурный центр «Волна», Выкса
2024 — «Story», Центр Современного искусства «Сияние», Апатиты
2024 — «1415», Masters, Школа Masters, Москва
2023 — «Новогоднее обращение», галерея Set Projects x Masters, Школа Masters, Санкт-Петербург
2023 — «Один к одному», кластер Октава, Тула
2022- «Куда дует ветер», Подмосковье, частная дача

## Избранные групповые выставки
2024 — «Творить чудеса», Музей африканских цивилизаций, Дакар, Сенегал
2024 — «Стежки и строчки», проект Государственного музея изобразительных искусств им. А. С. Пушкина, Дом Н. В. Гоголя — мемориальный музей и научная библиотека, Москва
2023 — «АРТМОССФЕРА», Биеннале уличного искусства, ЦСИ Винзавод, Москва
2021 — «Экскурсии в воображаемое», заключительная выставка XIV международного фестиваля «Аланика», Северо-Кавказский филиал Государственного музея изобразительных искусств им. А. С. Пушкина
2020 — Никола-Ленивец, проект в рамках учебной программы парка, Никола-Ленивец
2020 — Триеннале современного искусства «Красивая ночь всех людей», Музей современного искусства «Гараж», Москва
2020 — ВолгаФест, фестиваль, Самара

## Резиденции
2024 — «Выкса», Выкса
2023 — ЦСИ «Сияние», Апатиты
2019/2020 — Музей современного искусства «Гараж», Москва

## Публикации и СМИ
2024 Дмитрий Буткевич о персональной выставке художницы «Природа будущего» для Ъ FM, Дмитрий Буткевич, «Ъ FM»
2023 Old but gold. Художница Ася Заславская — о «Евгении Онегине» Александра Пушкина Setters Media
2023 Молодые художники Cosmoscow. Выбор The Blueprint, Мария Бессмертная, The Blueprint
2023 Художница Ася Заславская для биеннале Артмоссфера, «Классная работа» ЦСИ Винзавод
2023 Беседа с Асей Заславской «Чувство дома — заноза и источник вдохновения» Музей современного искусства «Гараж»
2023 Как художница Ася Заславская делает скульптуры огромных космических объектов, Алена Кордюкова, Forbes
2023 По дороге к себе через метафоры, Дарья Курдюкова, Независимая газета
2023 «Один к одному»: зачем смотреть новую выставку Аси Заславской, Екатерина Краюхина, Buro 24/7
2023 Художница Ася Заславская — о первой выставке, первом походе в музей и первой работе The Blueprint
2023 Бисер, японская керамика, коллаж из ткани и чугун. 5 молодых художников, работающих с ремесленными техниками, Правила жизни